# 凱特·布希
凯瑟琳·布什，CBE（1958年7月30日—），英国女歌手、詞曲作家、钢琴家、舞蹈家和唱片制作人。布什融合折中与实验的音乐风格、不拘一格的歌词、表演和歌词主题影响不同风格的艺人。她曾被提名13次全英音乐奖，并在1987年赢得了最佳英国女歌手的奖项，还曾获得三次格莱美奖的提名。2002年，布什被授予艾弗·诺韦洛奖，以表彰对英国音乐的杰出贡献。鉴于其在音乐领域中的贡献，布什在2013年新年荣誉上被授予了大英帝国司令勋章。她在2018年、2021年和2022年三次获得进入摇滚名人堂的提名。

## 演藝生涯
凱特·布希出生於英國肯特郡；爸爸是內科醫師，母親是愛爾蘭人；她出身自古典音樂世家，從11歲就開始作曲写歌。凱特·布希帶著自己的作品找到平克·弗洛伊德的當家吉他手大衛·吉爾摩，從此兩人開始長久的合作關係；而大衛協助她製作一盘样带、內含兩首曲子《The Man With the Child in His Eyes》、《The Saxphone Song》，為凱特·布希贏得与唱片公司EMI唱片签订的第一張個人唱片合約。
1978年，19岁的她凭借首张单曲《Wuthering Heights》在英国单曲排行榜上连续四周夺冠，成为第一位以自创歌曲获得英国冠军单曲的女歌手；首张专辑《The Kick Inside》亦于同年发行。此后，布什发行了25首英国排名前40的单曲，包括排名前10的热门歌曲《The Man with the Child in His Eyes》、《Babooshka》、《Running Up That Hill》、《Don't Give Up》（与彼得·加布里埃尔的二重唱）和《King of the Mountain》；她是第一位在英国专辑排行榜上名列前茅的英国独唱女歌手，也是第一位在专辑排行榜夺冠的女歌手。
在往後的专辑制作中，凱特·布希逐步争取到创作上的独立，并制作自《梦创时代》（1982年）以来的所有录音室专辑。在凱特·布希的第七和第八张专辑《红鞋》（1993年）和《縹緲》（2005年）期间，她暂停了创作，而她的十张录音室专辑都进入英国前十名，包括英国第一名的专辑《永不》（1980年）、《Hounds of Love》（1985年）和合辑《The Whole Story》（1986年）。2014年，布什以她的驻唱演唱会“黎明前夕”再次引起关注，这是她自1979年“The Tour of Life”以来的首次演唱会。
2022年，她1985年的歌曲《Running Up That Hill》在Netflix剧集《怪奇物语》第四季中出现后再次受到全球关注，随后这首单曲成为她的第二支英国冠军单曲，并在其他几个国家的排行榜上名列前茅。歌曲在美国《公告牌》百强单曲榜上最高排名第3，这是布什发行的歌曲第一次进入美国单曲排行榜前十名；收录该歌曲的专辑《Hounds of Love》成为布什第一张进入《公告牌》专辑排行榜前列的专辑。

## 演唱風格
凱特·布希的演唱嗓音独特，完全無法區分風格，三個八度自由跳躍的嗓音，使得她的歌曲充滿了自己的特點，無人可以模仿她，她當然也沒有興趣將別人的歌曲原版翻唱。她無疑是女性另類音樂的劃時代的開拓者，受到她的音樂和演唱風格影響的人更是無數，包括、极地双子星、多莉·艾莫絲與碧玉。

## 專輯列表
- The Kick Inside
- Lionheart
- Never for Ever
- The Dreaming
- Hounds of Love
- The Sensual World
- The Red Shoes
- Aerial
- Director's Cut
- 50 Words for Snow

## 延伸閲讀
- Bush, John Carder. . Sphere, London. 2014. ISBN 978-0-7515-5989-7.
- Bush, John Carder. . Sphere, London. 2015. ISBN 978-0-7515-5990-3.
- Bush, Kate. . Faber & Faber, London. 2018. ISBN 978-0-571-35094-0.
- Cann, Kevin; Mayes, Sean. . Omnibus Press. 1988. ISBN 0-7119-1039-1.
- Doherty, Mike (22 December 2005). "This Bush's Mission Finally Gets Accomplished". National Post. Archived from the original on 26 September 2007.
- Doyle, Tom (28 October 2005). "'I'm Not Some Weirdo Recluse'". Music. The Guardian. Archived from the original on 1 October 2014.
- Godwin, Robert.  2nd. Collector's Guide Publishing. 2006. ISBN 978-1-894959-45-2.
- Jovanovic, Rob. . 2006. ISBN 978-0749951146.
- Muskens, Helena; Racké, Quirine. . Snow White Films. 2007.
- Osborn, Michael (30 July 2008). "Behind the Enigma of Kate Bush". Entertainment. BBC News. Archived from the original on 12 July 2012.
- Thomson, Graeme. . Omnibus Press. 2012. ISBN 1-84772-930-4.
- Vermorel, Fred; Vermorel, Judy. . Target Books. 1980. ISBN 978-0-7119-0152-0.
- Vermorel, Fred. . Omnibus Press. 1983. ISBN 0-7119-0152-X.
- Withers, Deborah. . Hammeron Press. 2010. ISBN 0-9564507-0-9.

## 外部連結
- 官方网站
- 凱特·布希在Allmusic上的頁面
- 凱特·布希的Discogs页面 （英文）
- Kate Bush在互联网电影资料库（IMDb）上的資料（英文）
- Kate Bush interview, Ireland, 1978 （页面存档备份，存于）